# Стаффорд, Эдвард, 2-й граф Уилтшир
Эдвард Стаффорд (англ. Edward Stafford; 7 апреля 1470 — 24 марта 1499) — 2-й граф Уилтшир с 1473, сын Джона Стаффорда, 1-го графа Уилтшира, и Констанс Грин.

## Биография
Эдвард родился 7 апреля 1470 года. В 1473 году умер его отец, Джон Стаффорд, 1-й граф Уилтшир. Поскольку Эдварду было всего 3 года, то король Эдуард IV взял на себя опеку над ним. Из-за этого во время малолетства Эдварда доходы от его владений получала корона.
18 апреля 1475 года Эдвард был посвящён в рыцари Бани, а 1 апреля того же года управление его владениями было поручено сэру Ральфу Гастингсу. Воспитанием же Эдварда занималась его бабушка — Энн, вдовствующая герцогиня Бэкингем.
6 июля 1383 года Эдвард принимал участие в коронации Ричарда III. 30 июля 1484 года 14-летний Эдвард получил возможность самостоятельно управлять своими владениями. 25 ноября 1487 года он участвовал в коронации Генриха VII. 17 июня 1497 года Эдвард участвовал в битве при Блэкхите против восставших в Корнуолле мятежников, а 11 сентября 1498 года развлекал короля в Дрейтоне.
Эдвард умер 24 марта 1499 года в Дрейтоне. Его тело захоронили в церкви Св. Петра в Лоуике (Нортгемптоншир). Поскольку детей Эдвард не оставил, титул графа Уилтшира угас. В 1510 году титул был воссоздан для его родственника Генри Стаффорда.

## Брак и дети
Жена: с 3 июля 1494 Мюриэл (Маргарет) Грей (ум. 8 августа 1500/9 сентября 1504), дочь Эдварда Грея, 1-го виконта Лайла, и Элизабет Талбот, 3-й виконтессы Лайл.
Джон Бурк указывает, что после смерти мужа Маргарет около 1502 года вышла замуж вторично, её мужем стал Генри Стаффорд (ок. 1479 — 6 марта 1523), 1/3-й граф Уилтшир с 1510. Однако в «The Complete Peerage of England, Scotland, Ireland, Great Britain and the United Kingdom» указывается, что этот брак заключён не был.